# Boogschieten op de Paralympische Zomerspelen

Boogschieten is een van de sporten die op het programma van de Paralympische Spelen staan.
Atleten met een lichamelijke handicap (uitgezonderd doofheid) kunnen meedoen aan het boogschieten op de Paralympische Zomerspelen. De organisatie is in handen van het Internationaal Paralympisch Comité. De wedstrijdregels zijn gebaseerd op internationale FITA-regels, met een aantal kleine aanpassingen. Boogschutters kunnen meedoen in drie klassen, een voor staande atleten en twee voor atleten in een rolstoel.
Boogschieten was in 1948 onderdeel van de eerste Stoke Mandeville-spelen voor gehandicapten, een voorloper van de Paralympische Spelen.  Sinds de Paralympische Zomerspelen 1960 in Rome is het een vast onderdeel van de Zomerspelen. Vanaf de Spelen van 1964 staan er ook team-evenementen op het programma.

## Klassen
Het boogschieten bij de Paralympische Spelen gebeurt in een aantal klassen om de wedstrijden eerlijk te houden, vanaf 1996 zijn de klassen als volgt ingedeeld:
- W1:  atleten met een tetraplegie, of vergelijkbare handicap, in een rolstoel. Schieten mag met een recurveboog of compoundboog.
- W2:  atleten met een dwarslaesie, of vergelijkbare handicap, in een rolstoel. Schieten moet met een recurveboog.
- Staand: atleten die staand of vanaf een stoel schieten. Schieten moet met een recurveboog.